# 倉咲あかり
倉咲 あかり（くらさき あかり）は、兵庫県を中心に活動する歌手。
恋愛や人生をテーマにした曲だけではなく、現代社会の問題に一石を投じる曲を歌い、見た目に反したブラックなイメージで新しいジャンルをテーマにして、関西を中心に活動している。
物語シリーズのキャラクターになりきって活動する「HEROINE'S REAL」の派生ユニットであり、非営利アイドルである。
所属事務所は兵庫県明石市のSleeping Forest。プロデューサーは同グループのリーダー・浅葱圭介が務める。

## 概要
- 2018年5月1日 - Twitterにて、HEROINE'S REALのメンバー「阿良々木火憐」役で活動していた橘彩佳がソロ名義でそろ活動開始の発表がされた。
- 2018年6月17日 - デビューシングルとなる「the Instant World／恋色」を発売。量A面シングルも同時に初。同日、シングル発売記念イベントを開催。
- 2018年11月28日 - ２枚目のシングルとなる「カナリアの翼」の発売を発表。
- 2019年2月18日 - プロデューサー浅葱の体調不良の為レコーディングが進行せず2ndシングルの発売延期を発表。
- 2019年4月20日 - 活動名義を「橘彩佳」から「倉咲あかり」に変更。
- 2019年5月5日 - 活動の進行復帰の目処が立たない為、活動休止を発表。
- 2019年10月1日 - 活動を再開、復帰の発表がホームページ上でされた。また発売延期となっていた2ndシングル「カナリアの翼」の発売を改めて発表。
- 2019年10月7日 - アルバム制作決定の発表がホームページ、Twitter上でされた。
- 2020年10月10日 - 初のアルバム「Final Elysion」の発売が決定。
- 2019年10月27日 - ２枚目のシングルで、初の片A面シングル「カナリアの翼」を発売。同日に発売記念イベントを開催。
- 2019年12月10日 - 初のアルバム「Final Elysion」の発売日を発表。同日、自身の生誕祭とアルバム発売記念イベントの開催も発表。
- 2020年1月19日 - 初のアルバム「Final Elysion」を発売。同日、生誕祭と発売記念イベント開催する。
- 2020年1月31日 - アルバム「Final Elysion」をテーマにしたライブツアー開催の発表。

## その他
- どこでも寝れる事を自負している。
- 活動名義を変えた理由は特にないが、「強いてあげると芸名で活動したかったから」との事。
- 倉咲あかりにとって浅葱は「うっとうしい程に繊細」との事。